# 国道29号

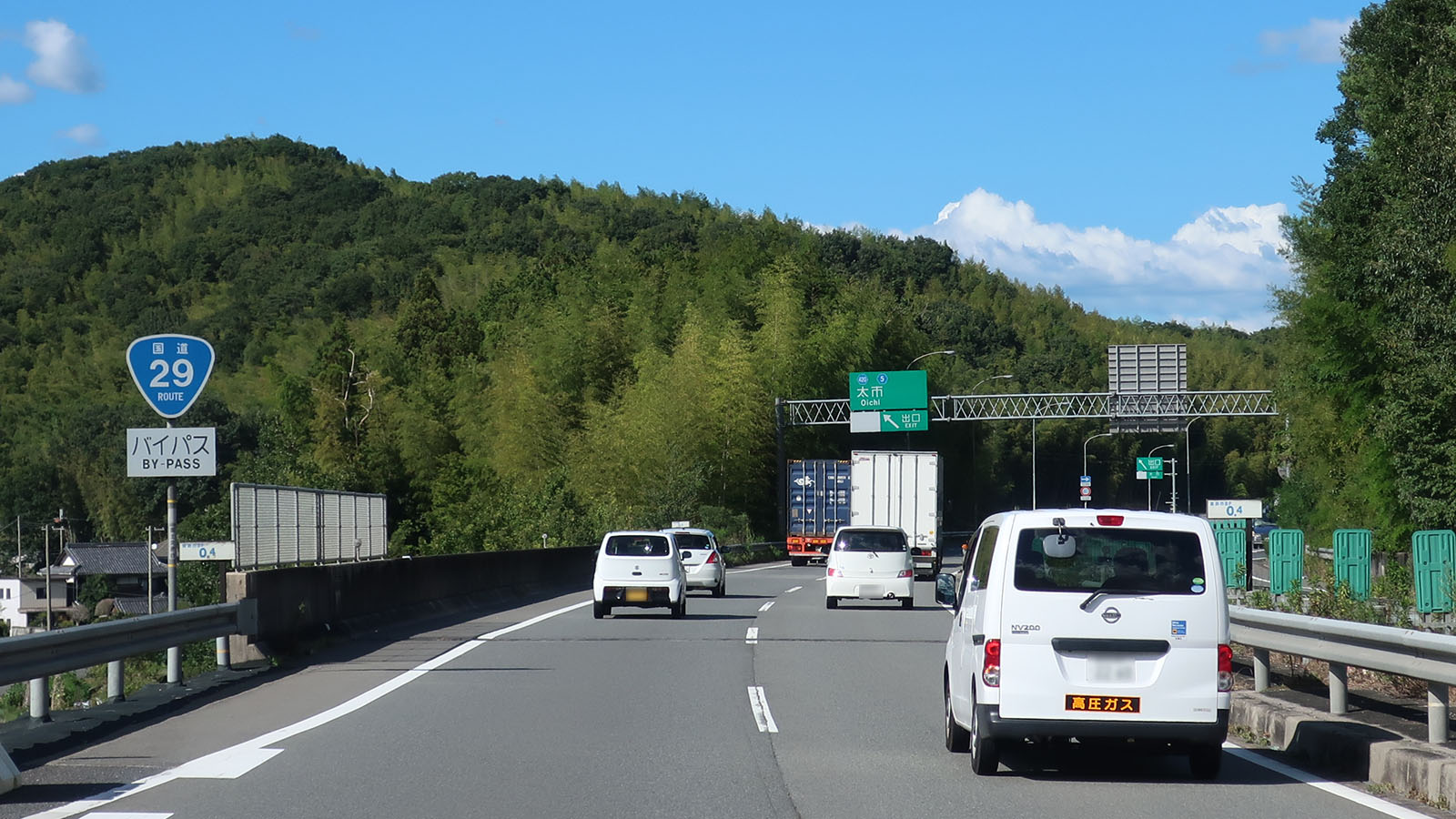
国道29号 起点
兵庫県姫路市 上太田ランプ付近

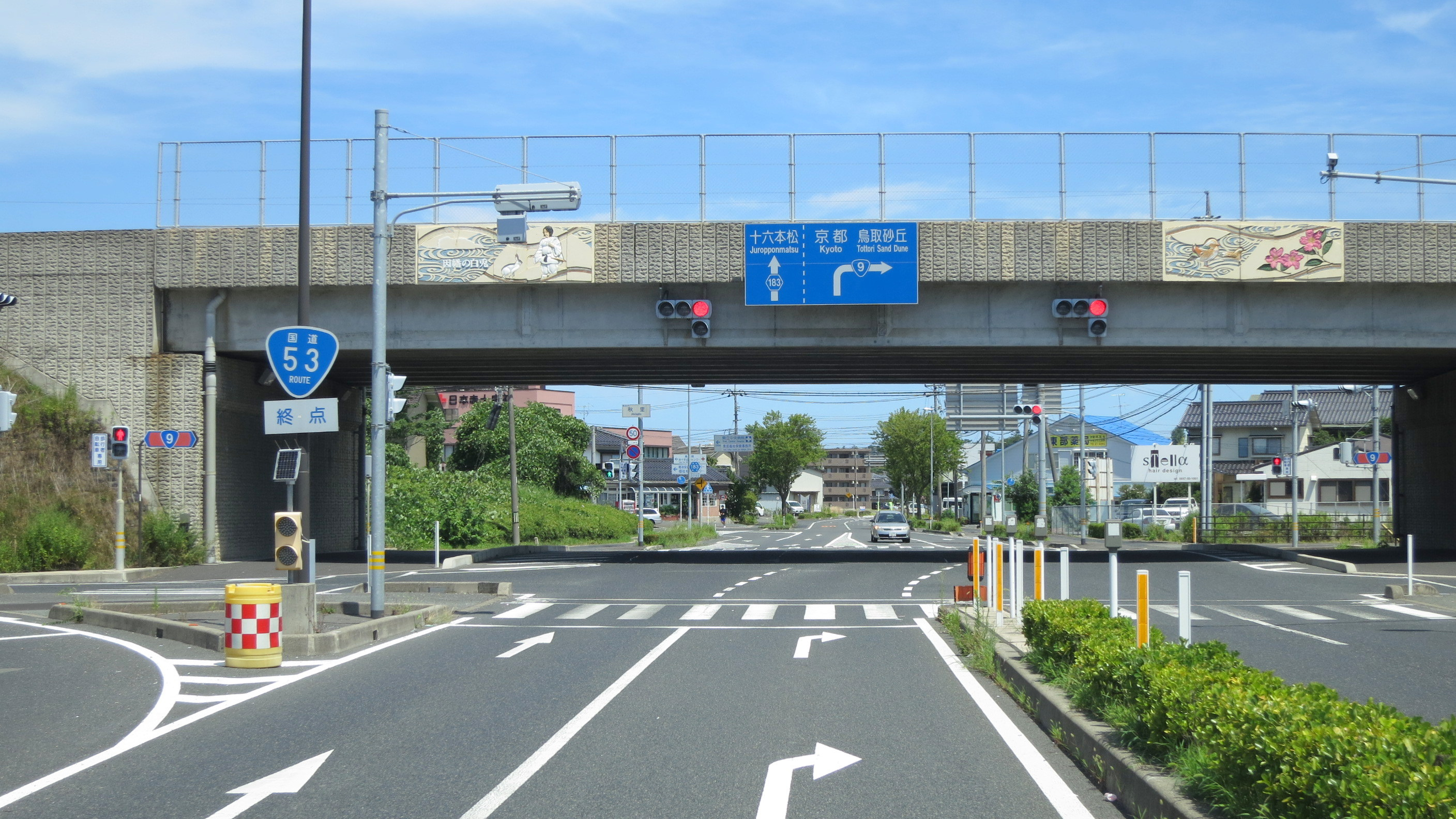
国道29号 終点
鳥取県鳥取市 秋里交差点
（国道53号別線）

国道29号（こくどう29ごう）は、兵庫県姫路市から鳥取県鳥取市に至る一般国道である。

## 概要
山陽地方と山陰地方を連絡する路線で、古くから播磨から因幡への交通の主要を担ってきた。兵庫県側では因幡街道、鳥取県側では若桜街道または播州街道と呼ばれている。また、起点で国道2号、終点で国道9号にそれぞれ接続しており、陰陽連絡路線（陰陽連絡国道）のうちの1つである。

### 路線データ
一般国道の路線を指定する政令に基づく起終点および重要な経過地は次のとおり。
- 起点：姫路市（上太田ランプ = 国道2号・兵庫県道420号石倉太子線交点：姫路市太市中字境谷908番1）
- 終点：鳥取市（南隈交差点 = 国道9号・国道53号別線・国道373号別線交点[注釈 2][2]）
- 重要な経過地：兵庫県揖保郡太子町、龍野市[注釈 3]、同県宍粟郡山崎町[注釈 4]、同郡波賀町[注釈 4]、鳥取県八頭郡若桜町、同郡八東町[注釈 5]
- 総延長 : 118.6 km（兵庫県 69.3 km、鳥取県 49.6 km）重用延長を含む。[3][注釈 6]
- 重用延長 : 1.3 km（兵庫県 - km、鳥取県 1.3 km）[3][注釈 6]
- 実延長 : 117.6 km（兵庫県 69.3 km、鳥取県 48.3 km）[3][注釈 6]
  - 現道 : 117.6 km（兵庫県 69.3 km、鳥取県 48.3 km）[3][注釈 6]
  - 旧道 : なし[3][注釈 6]
  - 新道 : なし[3][注釈 6]
- 指定区間：姫路市太市中字境谷908番1 - 鳥取市秋里字籔ケ土手736番1（全線）[4]

## 歴史
姫路と鳥取とを結ぶ国道の起源は、1885年（明治18年）の内務省告示第6号「國道表」の国道22号「東京より鳥取県に達する路線」である。ただしこの路線は、姫路で現国道2号と分岐した後、龍野市（神岡追分）までは現29号のルートを通るが、その先は現国道179号、国道373号、国道53号のルートで鳥取に至っていた。1886年（明治19年）11月9日に戸倉峠を経由する現在のルート（若桜往来）に変更された（変更後の國道表）。

### 年表

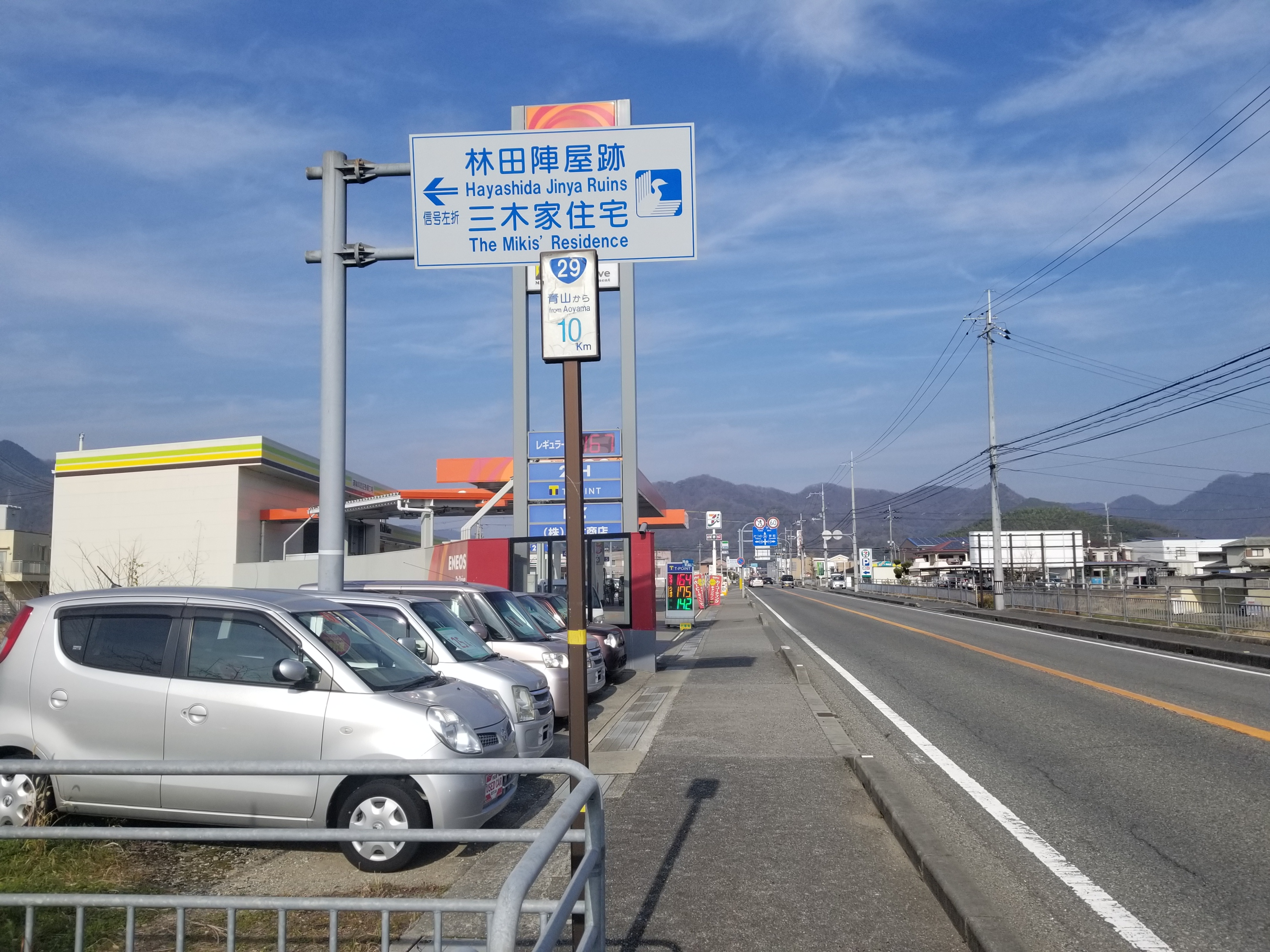
下伊勢ランプより北では、キロポストは旧道時代のものを引き続き使用している。

- 1920年（大正9年） - 同年施行の旧道路法に基づく路線認定では、旧22号がそのまま国道20号「東京市より鳥取県庁所在地に達する路線」となった。
- 1952年（昭和27年）12月4日 - 新道路法に基づき、一級国道29号（兵庫県飾磨郡余部村[注釈 8] - 鳥取市）として指定施行[5]。
- 1965年（昭和40年）4月1日 - 道路法改正により一級・二級区分が廃止されて一般国道29号（姫路市 - 鳥取市）として指定施行[1]。
- 1996年（平成8年）12月17日 - 姫路西バイパスが開通。のちに旧道が国道の指定を外れたことで、起点が国道2号夢前橋西詰交差点から上太田ランプに変更となった。

## 路線状況

### バイパス
- 姫路西バイパス（兵庫県）
- 姫路北バイパス（兵庫県）
- 津ノ井バイパス（鳥取県）
- 鳥取南バイパス（鳥取県）

### 通称
- 因幡街道
- 若桜街道

### 重複区間

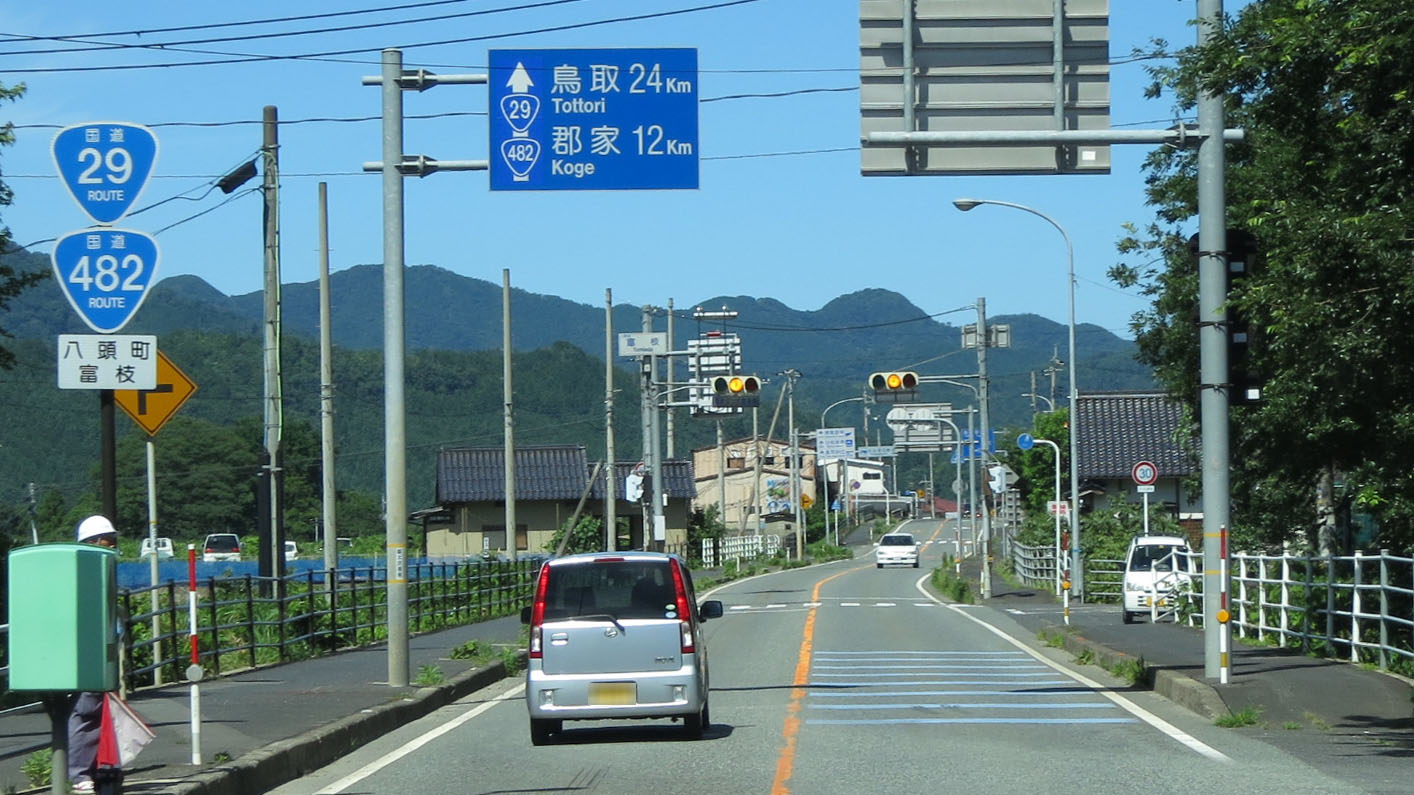
国道482号との重複
鳥取県八頭郡八頭町

- 国道429号（兵庫県宍粟市波賀町上野・斉木口交差点 - 上野中交差点）
- 国道482号（鳥取県八頭郡若桜町浅井 - 八頭郡八頭町・安井宿交差点）
- 国道53号別線・国道373号別線（鳥取県鳥取市・吉成交差点 - 秋里交差点（終点））
- 国道9号（鳥取県鳥取市・南隈交差点 - 秋里交差点（終点））

### 道路施設

#### 道の駅
- 兵庫県
  - 播磨いちのみや（宍粟市一宮町須行名）
  - みなみ波賀（宍粟市波賀町安賀）
  - はが（宍粟市波賀町原）

上記のほか、かつては道の駅山崎（宍粟市山崎町今宿）も存在したが、2013年（平成25年）3月いっぱいまでに廃止された。
- 鳥取県
  - 若桜（八頭郡若桜町若桜）
  - はっとう（八頭郡八頭町徳丸）

### 通過する路線バス
- 神姫バス
- ウイング神姫
- 若桜町営バス
- 八頭町営バス
- 日本交通
- 日ノ丸自動車

## 地理

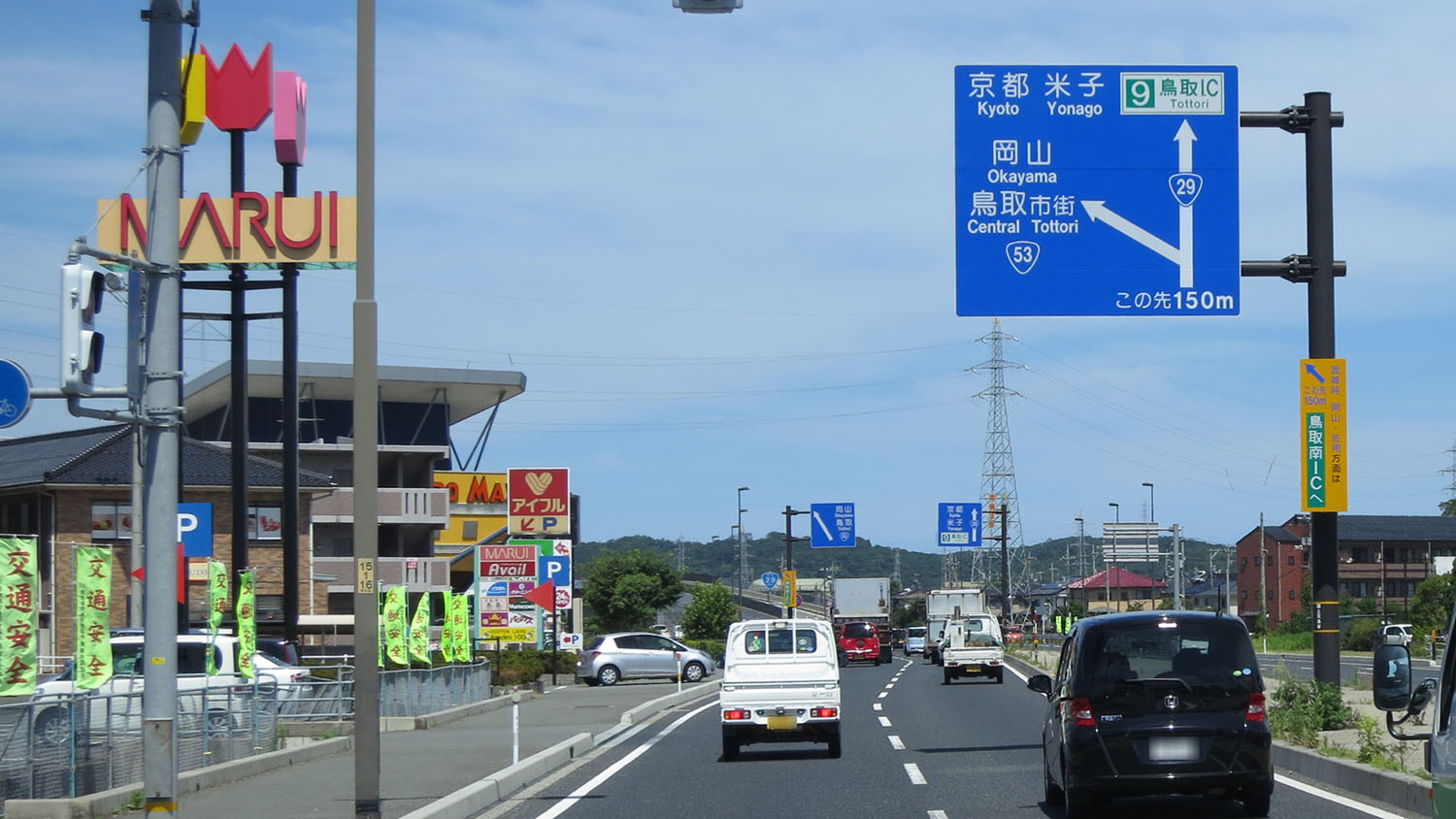
国道53号との分岐
鳥取県鳥取市宮長

### 通過する自治体
- 兵庫県
  - 姫路市 - 揖保郡太子町 - 姫路市 - たつの市 -  姫路市 - 宍粟市
- 鳥取県
  - 八頭郡若桜町 - 八頭郡八頭町 - 鳥取市

### 交差する道路
| 交差する道路 | 都道府県名 | 市町村名 | 市町村名 | 交差する場所     | 交差する場所                      |
| --- | ---------- | -------- | -------- | ---------------- | --------------------------------- |
| 姫路西バイパス 重複区間起点 国道2号 / 太子竜野バイパス支線 兵庫県道420号石倉太子線                                                 | 兵庫県     | 姫路市   | 姫路市   | 太市中（）       | 上太田ランプ / 起点               |
| 兵庫県道420号石倉太子線 | 兵庫県     | 姫路市   | 姫路市   | 太市中           | 太市ランプ                        |
| 兵庫県道5号姫路上郡線 | 兵庫県     | 姫路市   | 姫路市   | 相野             | 相野出屋敷交差点 相野出屋敷ランプ |
| E2 山陽自動車道 | 兵庫県     | 姫路市   | 姫路市   | 相野             | 7 山陽姫路西IC/JCT                |
| 姫路西バイパス 重複区間終点 姫路北バイパス 重複区間起点 兵庫県道545号石倉玉田線 兵庫県道724号姫路新宮線                            | 兵庫県     | 姫路市   | 姫路市   | 石倉             | 山陽姫路西IC東交差点 相野ランプ   |
| 兵庫県道724号姫路新宮線 | 兵庫県     | 姫路市   | 姫路市   | 石倉             | 石倉ランプ                        |
| 姫路北バイパス 重複区間終点 兵庫県道724号姫路新宮線 重複区間起点                                                                   | 兵庫県     | 姫路市   | 姫路市   | 林田町下伊勢     | 下伊勢ランプ                      |
| 兵庫県道413号護持下伊勢線 | 兵庫県     | 姫路市   | 姫路市   | 林田町下伊勢     | 下伊勢交差点                      |
| 姫路北バイパス未供用 | 兵庫県     | 姫路市   | 姫路市   | 林田町下伊勢     |                                   |
| 兵庫県道724号姫路新宮線 重複区間終点                                                                                               | 兵庫県     | たつの市 | たつの市 | 神岡町追分       | 追分交差点                        |
| 兵庫県道435号上伊勢誉田線 | 兵庫県     | 姫路市   | 姫路市   | 林田町林谷       | 林田交差点                        |
| 姫路北バイパス未供用 | 兵庫県     | 姫路市   | 姫路市   | 林田町六九谷（） |                                   |
| 兵庫県道519号菅生澗林田線 | 兵庫県     | 姫路市   | 姫路市   | 林田町六九谷     |                                   |
| 兵庫県道80号宍粟香寺線 重複区間起点                                                                                                | 兵庫県     | 姫路市   | 姫路市   | 安富町狭戸（）   |                                   |
| 兵庫県道80号宍粟香寺線 重複区間終点                                                                                                | 兵庫県     | 姫路市   | 姫路市   | 安富町狭戸       |                                   |
| 兵庫県道23号三木宍粟線 重複区間起点                                                                                                | 兵庫県     | 姫路市   | 姫路市   | 安富町安志（）   | 安志南交差点                      |
| 兵庫県道26号宍粟新宮線 | 兵庫県     | 宍粟市   | 宍粟市   | 山崎町船元       | 山崎インター南交差点              |
| E2A 中国自動車道 | 兵庫県     | 宍粟市   | 宍粟市   | 山崎町船元       | 10 山崎IC                         |
| 兵庫県道6号養父宍粟線 重複区間起点 兵庫県道8号加美宍粟線 重複区間起点 兵庫県道23号三木宍粟線 重複区間終点 兵庫県道53号宍粟下徳久線 | 兵庫県     | 宍粟市   | 宍粟市   | 山崎町中広瀬（） | 中広瀬交差点                      |
| 兵庫県道537号田井中広瀬線 | 兵庫県     | 宍粟市   | 宍粟市   | 山崎町中広瀬     | 中広瀬北交差点                    |
| 兵庫県道429号岩野辺山崎線 | 兵庫県     | 宍粟市   | 宍粟市   | 山崎町今宿       | 今宿北交差点                      |
| 兵庫県道537号田井中広瀬線 | 兵庫県     | 宍粟市   | 宍粟市   | 山崎町田井       | 田井交差点                        |
| 兵庫県道523号塩田一宮線 重複区間起点                                                                                               | 兵庫県     | 宍粟市   | 宍粟市   | 山崎町田井       | よいたいトンネル東交差点          |
| 兵庫県道8号加美宍粟線 重複区間終点                                                                                                 | 兵庫県     | 宍粟市   | 宍粟市   | 一宮町東市場     | 東市場交差点                      |
| 兵庫県道6号養父宍粟線 重複区間終点 兵庫県道523号塩田一宮線 重複区間終点                                                            | 兵庫県     | 宍粟市   | 宍粟市   | 一宮町安積（）   | 安積橋交差点                      |
| 兵庫県道546号上ノ波賀線 | 兵庫県     | 宍粟市   | 宍粟市   | 波賀町小野       |                                   |
| 国道429号 重複区間起点 | 兵庫県     | 宍粟市   | 宍粟市   | 波賀町上野       | 斉木口交差点                      |
| 国道429号 重複区間終点 | 兵庫県     | 宍粟市   | 宍粟市   | 波賀町上野       | 上野中交差点                      |
| 兵庫県道48号大屋波賀線 | 兵庫県     | 宍粟市   | 宍粟市   | 波賀町戸倉       | 出合橋交差点                      |
| 鳥取県道・兵庫県道72号若桜下三河線                                                                                                 | 鳥取県     | 八頭郡   | 若桜町   | 岩屋堂           |                                   |
| 国道482号 重複区間起点 | 鳥取県     | 八頭郡   | 若桜町   | 浅井             |                                   |
| 鳥取県道176号若桜停車場線 | 鳥取県     | 八頭郡   | 若桜町   | 浅井             |                                   |
| 鳥取県道・兵庫県道103号若桜湯村温泉線                                                                                              | 鳥取県     | 八頭郡   | 若桜町   | 若桜             | 諸鹿（）入口交差点                |
| 岡山県道・鳥取県道6号津山智頭八東線                                                                                                | 鳥取県     | 八頭郡   | 八頭町   | 日田（）         |                                   |
| 鳥取県道270号徳丸富枝線 | 鳥取県     | 八頭郡   | 八頭町   | 富枝             | 富枝交差点                        |
| 鳥取県道37号岩美八東線 | 鳥取県     | 八頭郡   | 八頭町   | 富枝             | 富枝西交差点                      |
| 鳥取県道270号徳丸富枝線 | 鳥取県     | 八頭郡   | 八頭町   | 徳丸             |                                   |
| 鳥取県道175号八東停車場線 | 鳥取県     | 八頭郡   | 八頭町   | 徳丸             | 才代（）入口交差点                |
| 国道482号 重複区間終点 | 鳥取県     | 八頭郡   | 八頭町   | 安井宿（）       | 安井宿交差点                      |
| 鳥取県道302号大坪隼停車場線 / 別線 重複区間起点                                                                                    | 鳥取県     | 八頭郡   | 八頭町   | 市谷（）         |                                   |
| 鳥取県道302号大坪隼停車場線 重複区間起点 鳥取県道302号大坪隼停車場線 / 別線 重複区間終点                                           | 鳥取県     | 八頭郡   | 八頭町   | 西御門           |                                   |
| 鳥取県道302号大坪隼停車場線 重複区間終点 鳥取県道324号河原インター線                                                               | 鳥取県     | 八頭郡   | 八頭町   | 西御門           | 河原インター線西御門交差点        |
| 鳥取県道32号郡家鹿野気高線 | 鳥取県     | 八頭郡   | 八頭町   | 郡家             | 八頭町役場入口交差点              |
| 鳥取県道173号郡家停車場線 | 鳥取県     | 八頭郡   | 八頭町   | 郡家             | 郡家駅入口交差点                  |
| 鳥取県道287号河原郡家線 | 鳥取県     | 八頭郡   | 八頭町   | 宮谷             | 郡家公民館入口交差点              |
| 鳥取県道39号郡家国府線 | 鳥取県     | 八頭郡   | 八頭町   | 堀越（）         | 堀越（）交差点                    |
| 鳥取県道323号若葉台東町線 | 鳥取県     | 鳥取市   | 鳥取市   | 若葉台南1丁目    | 若葉台交差点                      |
| 鳥取市道2016652号広岡1号線 / 鳥取広域農道 鳥取市道2016792号津ノ井団地幹線 / 鳥取広域農道                                           | 鳥取県     | 鳥取市   | 鳥取市   | 広岡             | 広岡交差点                        |
| 鳥取県道226号国安桂木線 | 鳥取県     | 鳥取市   | 鳥取市   | 南栄町（）       | 南栄町交差点                      |
| 鳥取県道247号卯垣正蓮寺線 | 鳥取県     | 鳥取市   | 鳥取市   | 正蓮寺           |                                   |
| 鳥取県道292号八坂鳥取停車場線 | 鳥取県     | 鳥取市   | 鳥取市   | 宮長             | 宮長交差点                        |
| 国道53号 / 現道 国道53号 / 別線 重複区間起点 国道373号 / 現道 国道373号 / 別線 重複区間起点                                        | 鳥取県     | 鳥取市   | 鳥取市   | 叶（）           | 吉成交差点                        |
| 鳥取県道42号鳥取河原線 | 鳥取県     | 鳥取市   | 鳥取市   | 服部             | 服部交差点                        |
| E9 山陰自動車道 E29 鳥取自動車道                                                                                                   | 鳥取県     | 鳥取市   | 鳥取市   | 菖蒲             | 鳥取IC入口交差点 9 鳥取IC         |
| 鳥取県道189号高路古海線 | 鳥取県     | 鳥取市   | 鳥取市   | 古海（）         | 古海交差点                        |
| 鳥取県道21号鳥取鹿野倉吉線 | 鳥取県     | 鳥取市   | 鳥取市   | 徳尾（）         | 国体道路交差点                    |
| 鳥取県道318号伏野覚寺線 | 鳥取県     | 鳥取市   | 鳥取市   | 千代水（）1丁目  | 安長北交差点                      |
| 国道9号 重複区間起点 鳥取県道41号鳥取港線 重複区間起点                                                                             | 鳥取県     | 鳥取市   | 鳥取市   | 南隈（）         | 南隈交差点                        |
| 鳥取県道41号鳥取港線 重複区間終点                                                                                                  | 鳥取県     | 鳥取市   | 鳥取市   | 南隈             |                                   |
| 鳥取県道26号秋里吉方線 鳥取市道2010142号江津浜坂線                                                                                 | 鳥取県     | 鳥取市   | 鳥取市   | 秋里             |                                   |
| 国道9号 重複区間終点 国道53号 / 別線 重複区間終点 国道373号 / 別線 重複区間終点 鳥取県道183号鳥取砂丘線                            | 鳥取県     | 鳥取市   | 鳥取市   | 秋里             | 秋里交差点 / 終点                 |

### 主な峠
- 戸倉峠（標高900 m）：兵庫県宍粟市 - 鳥取県八頭郡若桜町

## ギャラリー

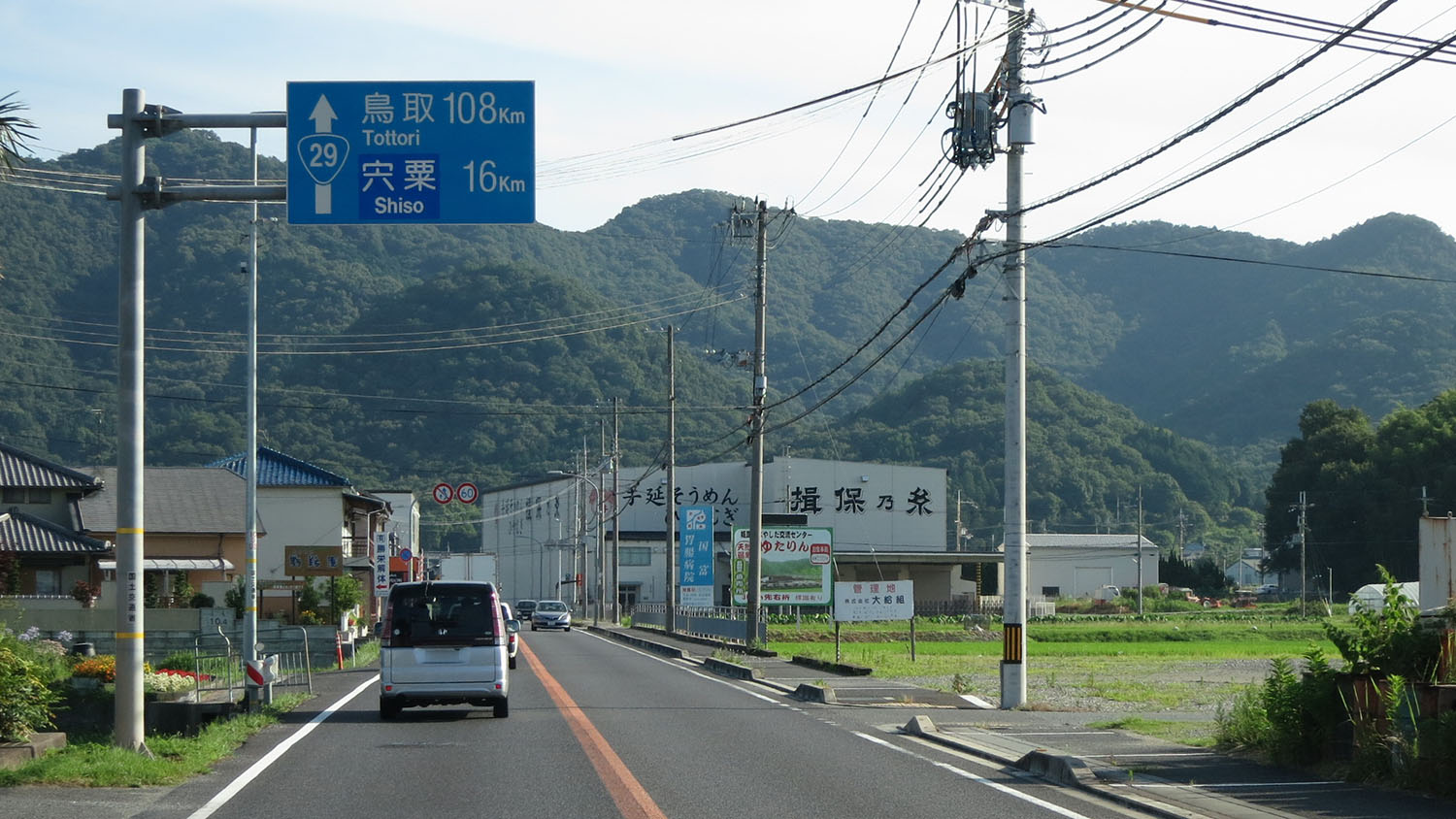
兵庫県姫路市林田町
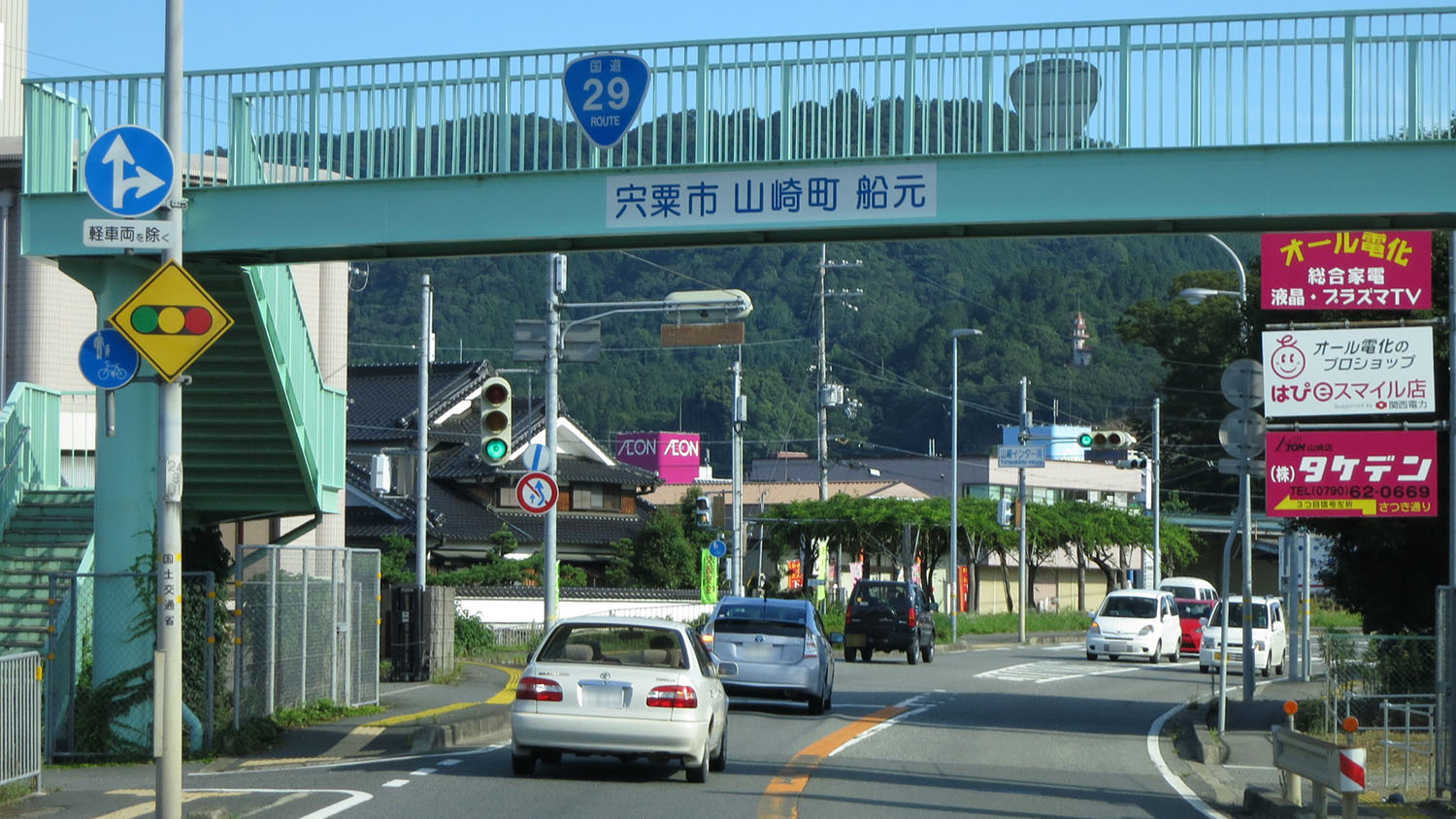
兵庫県宍粟市山崎町
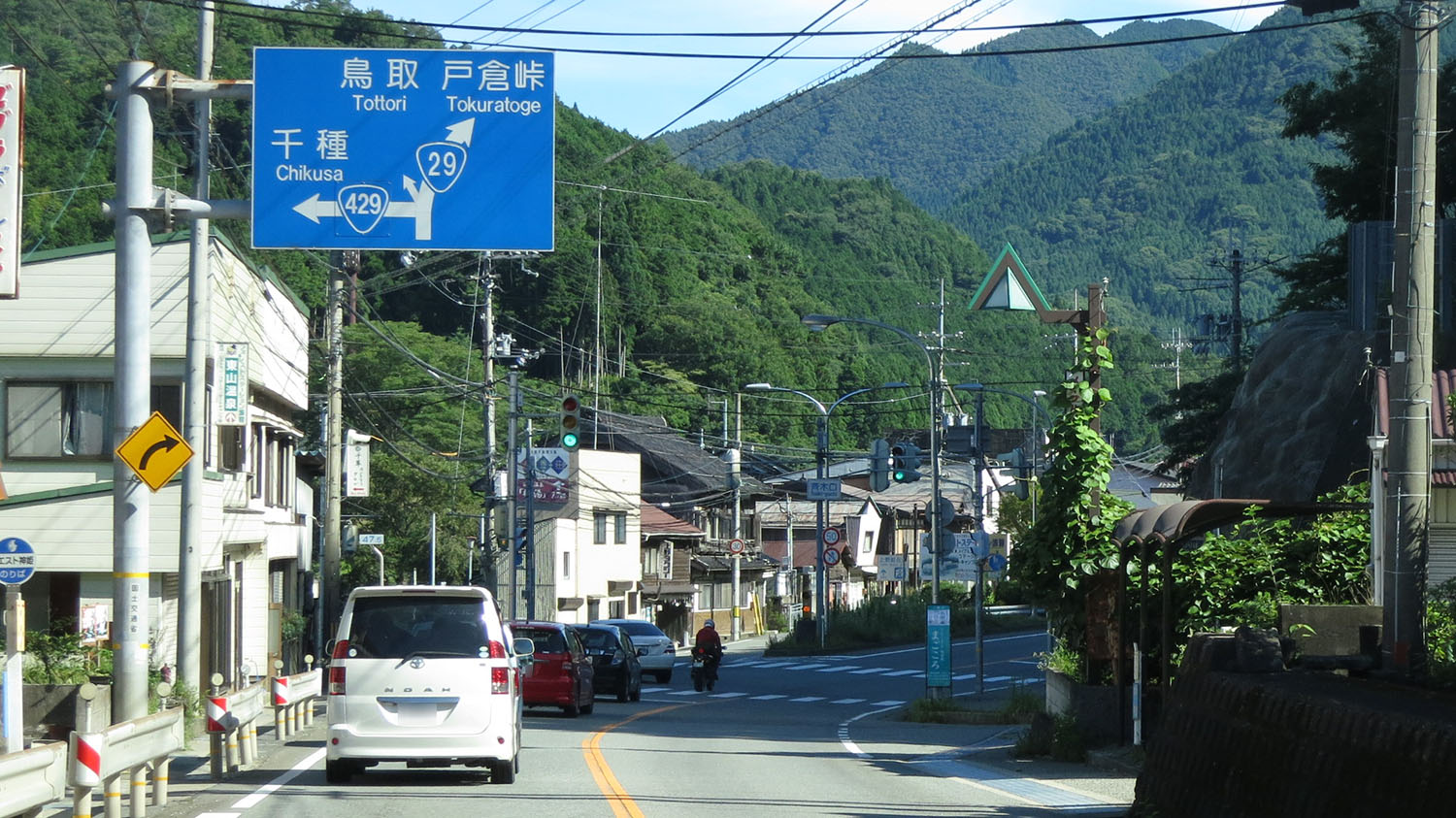
国道429号との分岐 兵庫県宍粟市波賀町
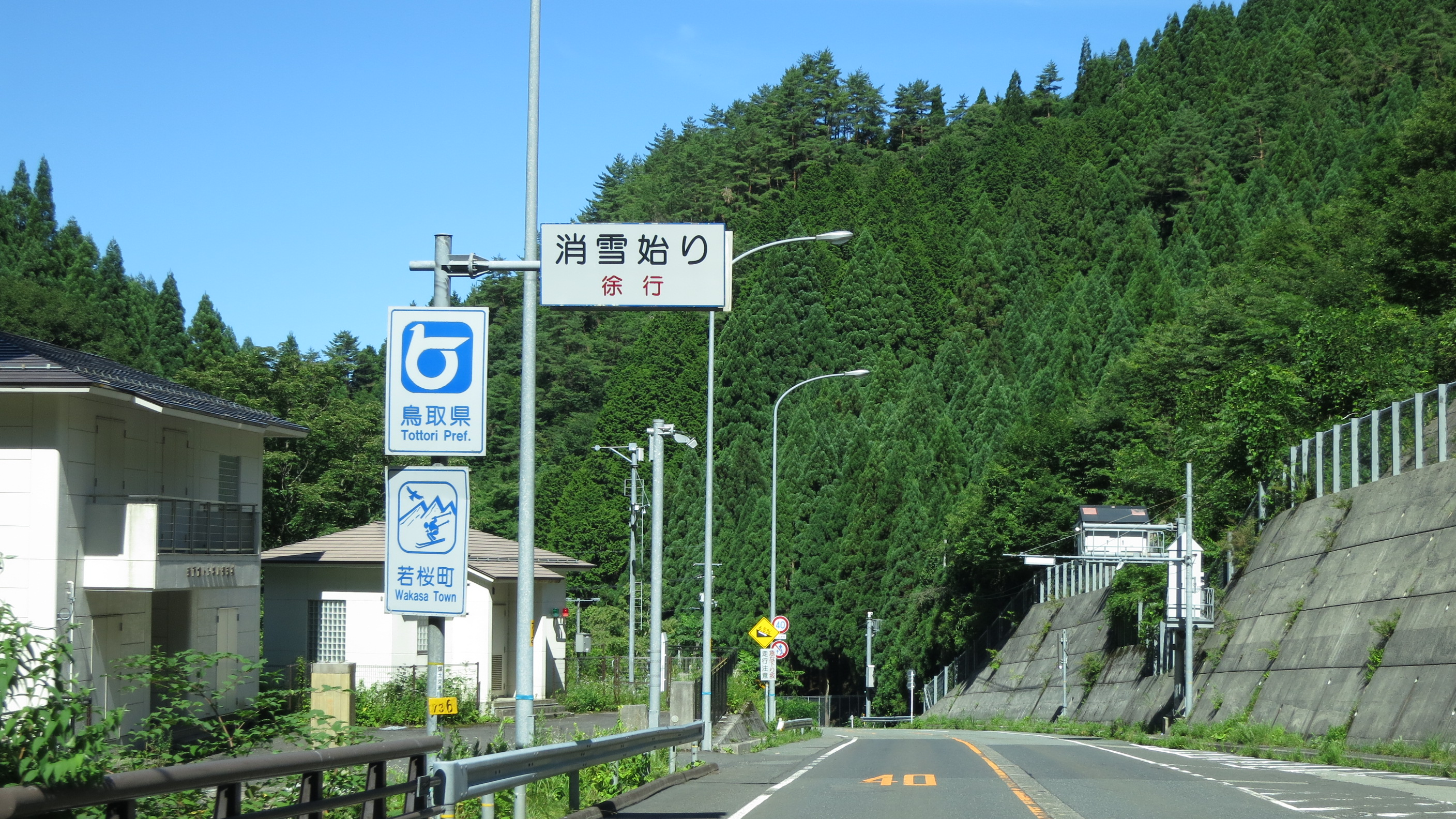
鳥取県境 鳥取県八頭郡若桜町
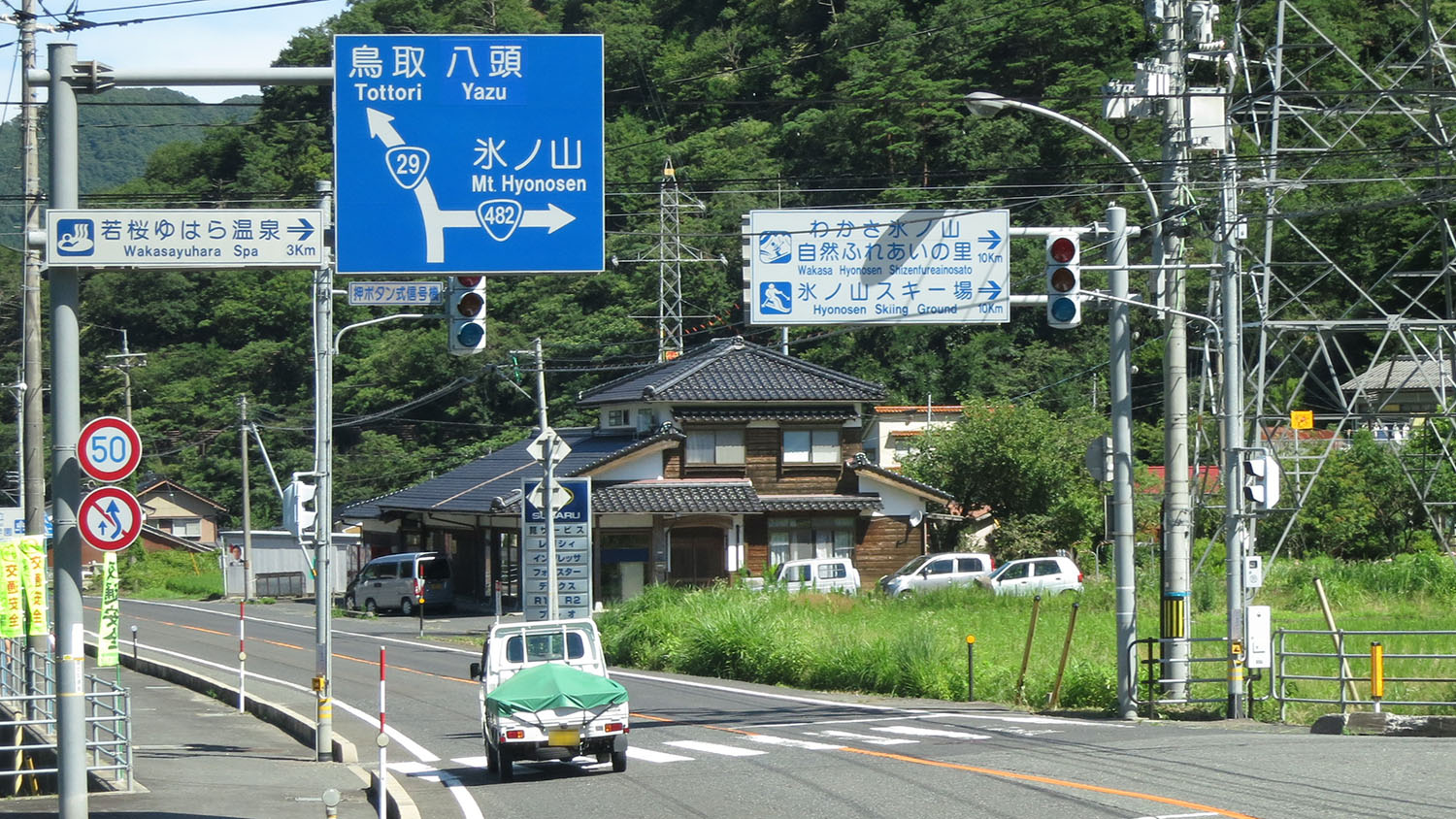
国道482号との分岐 鳥取県八頭郡若桜町
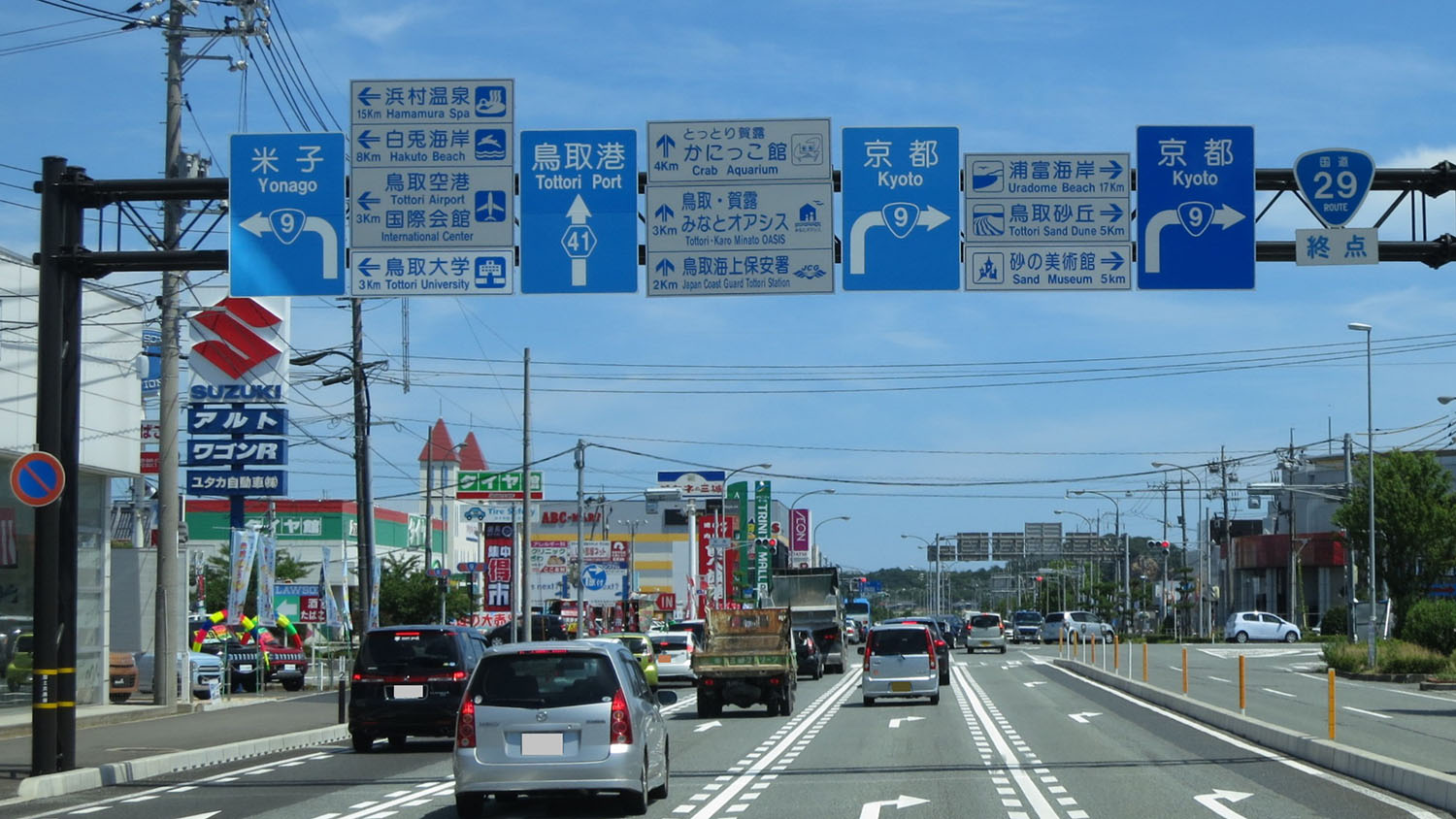
国道29号　終点標識 鳥取県鳥取市南隈
南隈交差点[注釈 2]